# Champcevrais
Champcevrais ist eine französische Gemeinde mit 311 Einwohnern (Stand: 1. Januar 2022) im Département Yonne in der Region Bourgogne-Franche-Comté; sie gehört zum Arrondissement Auxerre und zum Kanton Cœur de Puisaye (bis 2015: Kanton Bléneau).

## Geographie
Champcevrais liegt etwa 46 Kilometer westsüdwestlich von Auxerre. Das Gemeindegebiet wird vom Flüsschen Beaune durchquert, hier entspringt auch der Aveyron, beide sind Nebenflüsse des Loing. Umgeben wird Champcevrais von den Nachbargemeinden Aillant-sur-Milleron im Norden und Nordwesten, Le Charme im Norden, Champignelles im Osten, Saint-Privé im Südosten, Bléneau im Süden sowie Rogny-les-Sept-Écluses im Westen.

## Bevölkerungsentwicklung
| Jahr                      | 1962 | 1968 | 1975 | 1982 | 1990 | 1999 | 2006 | 2013 |
| Einwohner                 | 514  | 501  | 466  | 359  | 343  | 344  | 318  | 340  |
| Quelle: Cassini und INSEE |      |      |      |      |      |      |      |      |

## Sehenswürdigkeiten
- Kirche Saint-Germain aus dem 13. Jahrhundert, An- und Umbauten aus dem 17. Jahrhundert
- Burg Prie aus dem 12. Jahrhundert
- Schloss Chârtres aus dem 17. Jahrhundert